# Soundwill Plaza
La Soundwill Plaza est un gratte-ciel de 120 mètres de hauteur et 28 étages situé à Hong Kong en Chine construit de 1994 à 1996. Il abrite des bureaux et est situé dans l'ile de Hong Kong
L'immeuble a été conçu par l'agence d'architecture de Hong Kong, P & T Architects & Engineers.